# Ковжа (река, впадает в Белое озеро)
Ко́вжа — река в Вологодской области России, впадает в озеро Белое, принадлежит бассейну Волги. Длина 86 км, площадь бассейна 5000 км². В начале XIX века от Ковжи до Вытегры был проложен Мариинский канал.
Ковжа вытекает из озера Ковжское на высоте 160,8 м на территории Анненского сельского поселения Вытегорского района Вологодской области. Течёт в естественном русле лишь первые 10 километров, на этом участке река быстро течёт, образуя перекаты и порожки. В районе деревни Александровское Ковжа соединяется с Волго-Балтийским каналом, участок Волго-Балтийского водного пути между Александровским и озером Белым проходит по зарегулированному и искусственно углублённому руслу Ковжи. Высота устья — 113,1 м над уровнем моря.
Ковжа протекает через Анненский Мост, посёлок Ужла, расположенный на левом берегу в устье одноимённой реки. Ниже Ужлы в Ковжу впадают правые притоки Маткручей, Тумба. В районе устья левого притока Ярбозерки Ковжа пересекает границу Вытегорского района и дальше вплоть до впадения в Белое озеро течёт по границе между Белозерским и Вашкинским районами. Здесь на берегах нет населённых пунктов, основные притоки — Копсарка, Удажка, Левая Китла (все правые).

## Галерея

Rybinsk vdhr.svg
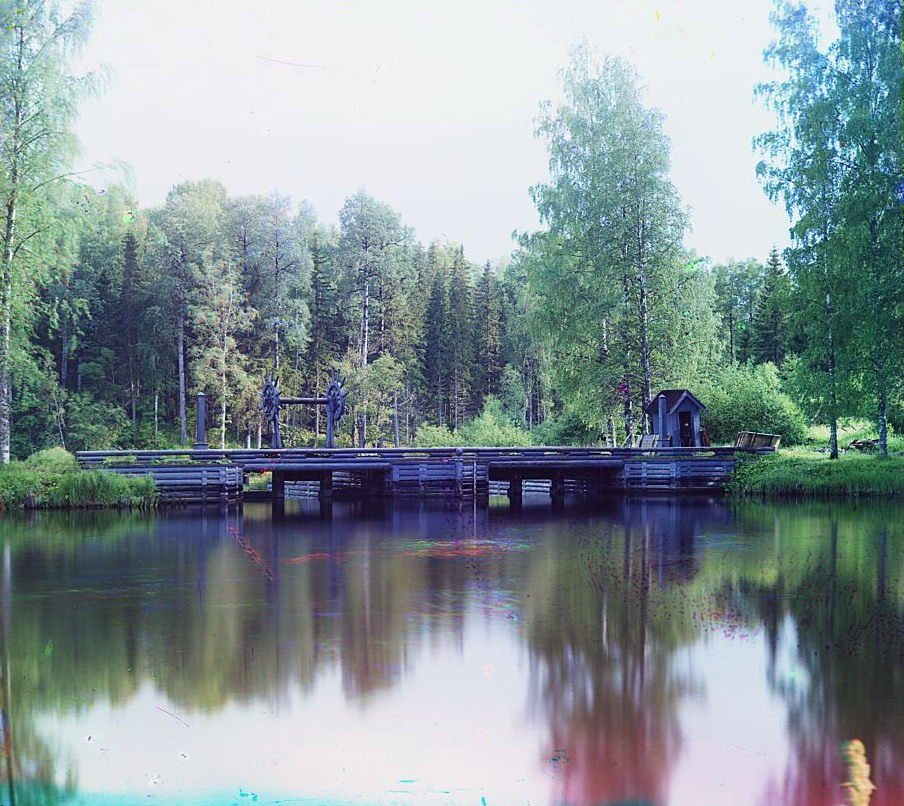
Ковжская плотина. Прокудин-Горский С. М. 1909 год.
Ковжская плотина. Прокудин-Горский С. М. 1909 год.